# Mike Harris (pilot)
Mike Harris (pilot) (n. 25 mai 1939, Mufulira, Zambia – d. 8 noiembrie 2021, Durban, Africa de Sud) a fost un pilot de Formula 1. De-a lungul carierei a luat startul în 1 cursă, niciuna din pole-position. Nu a câștigat nicio cursă și nu a terminat niciodată pe podium, acumulând 0 puncte în întreaga activitate ca pilot de Formula 1.